# پاتریک یولین
پاتریک یولین (انگلیسی: Patrik Juhlin؛ زادهٔ ۲۴ آوریل ۱۹۷۰) بازیکن هاکی روی یخ بازنشسته اهل سوئد است.
از باشگاه‌هایی که در آن بازی کرده‌است می‌توان به فیلادلفیا فلایرز اشاره کرد.